# Águia-das-estepes
Águia-das-estepes (Aquila nipalensis), é uma ave de rapina de grandes dimensões. Como todas as águias pertence à família Accipitridae.

## Características
Mede entre 62 e 81 cm de comprimento e tem uma envergadura de asas de 165 a 200 cm. As fêmeas, com um peso de 2,3 a 4,9 kg, são ligeiramente maiores que os machos que pesam entre 2 e 3,5 kg.

## Habitat e Reprodução
A águia-das-estepes prefere habitats secos e abertos, como o deserto, o semi-deserto, as estepes ou a savana. Pode ser encontrada desde a Roménia a Este até às estepes mongóis a Oeste no Verão e migra para África e Índia no Inverno.
Põe entre 1 e 3 ovos num ninho construído numa árvore.

## Alimentação
A sua alimentação é à base de carniça mas pode caçar roedores e outros pequenos mamíferos até ao tamanho de uma lebre e aves até ao tamanho de uma perdiz. Também rouba comida de outras aves de rapina.
Em tempos esta espécie englobou também a águia-rapace, tendo sido as duas espécies tratadas como conspecíficas.
É o animal nacional do Egipto e do Cazaquistão, pertencendo inclusivamente à sua bandeira.

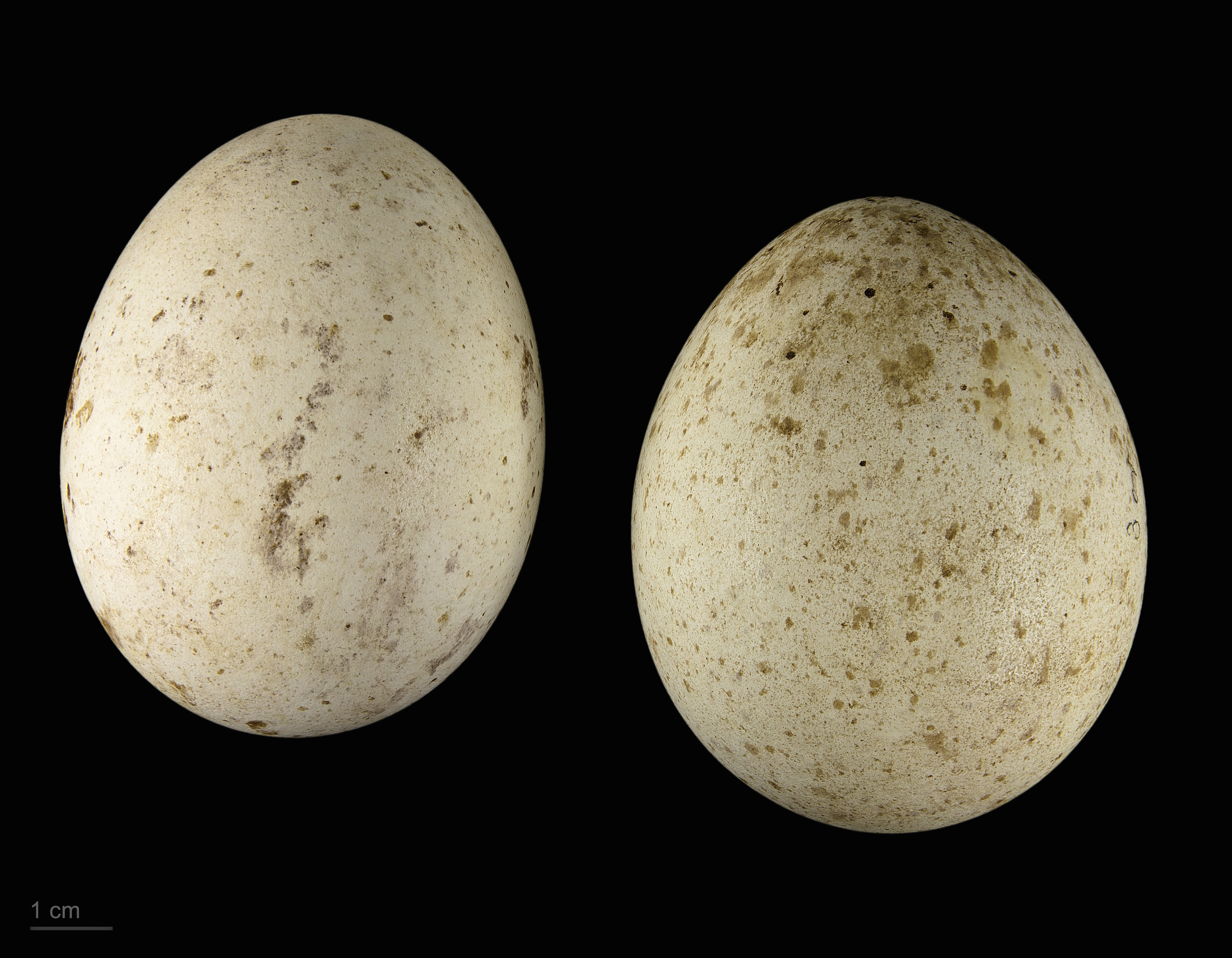
Aquila nipalensis - MHNT